# ساوت برنت
ساوت برنت (به انگلیسی: South Brent) یک روستا و محله مدنی در بریتانیا است که در South Hams واقع شده‌است. ساوت برنت  ۲٬۸۲۲ نفر جمعیت دارد.